# 明朝藩王列表 (仁宗及宣宗系)
本頁面列出明朝自明仁宗及明宣宗分封的藩王。

## 越國
| 永樂二十二年十月（1424年）封，建邸衢州府 |          |                |               |                                                          |
| 稱號                                     | 國君姓名 | 關係           | 在位年數      | 註記                                                     |
| 越靖王                                   | 朱瞻墉   | 朱高熾、嫡三子 | 1424年─1439年 | 永樂二十二年封，建邸衢州府，未行。正統四年薨。無子，除。 |

## 蘄國
| 追封   |          |                |          |                                          |
| 稱號   | 國君姓名 | 關係           | 在位年數 | 註記                                     |
| 蘄獻王 | 朱瞻垠   | 朱高熾、庶四子 | 追封     | 永樂十九年薨，無後，仁宗即位，追加封諡。 |

### 靜樂國
| 追封。     |          |                |          |                      |
| 稱號       | 國君姓名 | 關係           | 在位年數 | 註記                 |
| 靜樂莊獻王 | 朱瞻垠   | 朱高熾、庶四子 | 追封     | 永樂十九年薨。追封。 |

## 滕國
| 永樂二十二年（1424年）封，建藩雲南 |          |                |                |                                                    |
| 稱號                               | 國君姓名 | 關係           | 在位年數       | 註記                                               |
| 滕懷王                             | 朱瞻塏   | 朱高熾、庶八子 | 1424年－1425年 | 永樂二十二年封，建藩雲南。洪熙元年薨。無子，封除。 |

## 梁國
| 永樂二十二年（1424年）封。宣德四年（1429年）就藩安陸州 |          |                |               |                                                              |
| 稱號                                                   | 國君姓名 | 關係           | 在位年數      | 註記                                                         |
| 梁莊王                                                 | 朱瞻垍   | 朱高熾、庶九子 | 1424年—1441年 | 永樂二十二年封。宣德四年就藩安陸州。正統六年薨。無子，封除。 |

## 衛國
| 永樂二十二年（1424年）封，建藩懷慶府 |          |                |               |                                                      |
| 稱號                                 | 國君姓名 | 關係           | 在位年數      | 註記                                                 |
| 衛恭王                               | 朱瞻埏   | 朱高熾、庶十子 | 1424年—1439年 | 永樂二十二年封，建藩懷慶府。正統三年薨。無子，封除。 |

## 郕國
| 正统元年（1436年）封 |          |                |                      | |
| 稱號                 | 國君姓名 | 關係           | 在位年數             | 註記 |
| 郕戾王               | 朱祁鈺   | 朱瞻基、庶二子 | 1436年─1449年 1457年 | 正统元年封为郕王。正统十四年八月十五土木堡之变明英宗被俘，同年九月初六郕王即皇帝位，是为景泰帝。景泰八年正月十七明英宗复位，天顺元年二月初一孝恭章皇后废景泰帝为郕王，同年二月十九逝世。 |